# マックス・レーガー

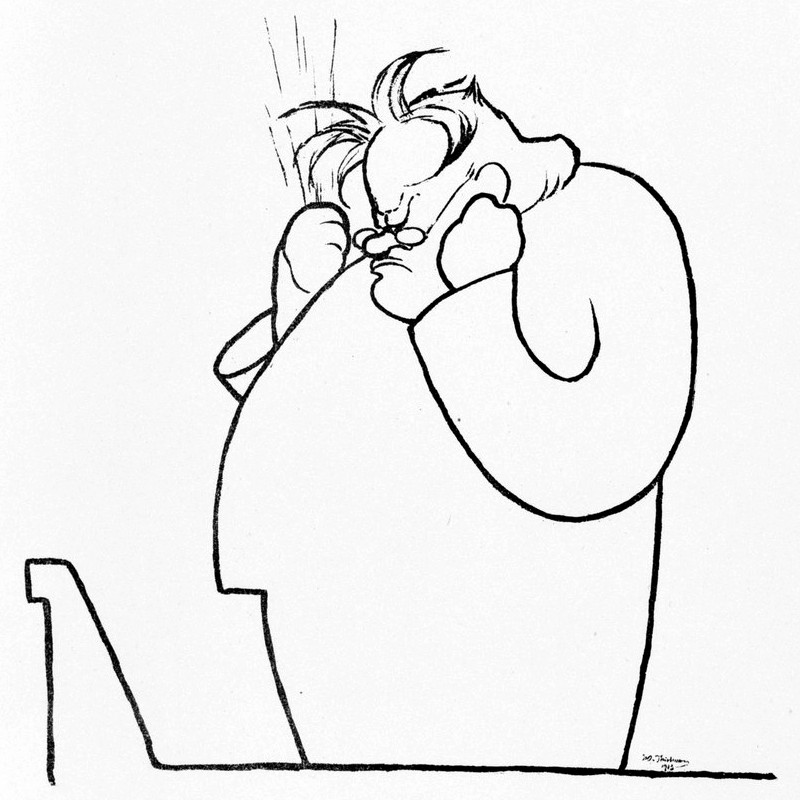
レーガーのカリカチュア（ヴィルヘルム･テールマン作　1913年）

ヨハン・バプティスト・ヨーゼフ・マクシミリアン・レーガー（Johann Baptist Joseph Maximilian Reger, 1873年3月19日 - 1916年5月11日）は、ドイツの作曲家・オルガン奏者・ピアニスト・指揮者・音楽教師。とりわけオルガン曲、歌曲、合唱曲、ピアノ曲、室内楽曲の分野で多くの作品を残しており、後期ロマン派の作曲家として位置づけられている。

## 生涯
ヴァイデン・イン・デア・オーバープファルツに育ち、早くも音楽教育を受け、1886年にはヴァイデンにある教会のオルガン奏者となる。ミュンヘンとヴィースバーデンでフーゴー・リーマンに音楽理論を学んだ後、徴兵されて従軍するが、このころから過度の喫煙や飲酒を嗜むようになり、1898年に除隊して実家に戻ったときには心身ともに虚脱状態に陥っていた。その後レーガーの創作力は目に見えて上向きになり、1901年には家族に対して、地元オーバープファルツよりも音楽的な成果が期待できるとして、ミュンヘン行きを納得させられるようになっていた。
1902年、レーガー自身はカトリック信徒であったにもかかわらず、離婚歴のあるプロテスタント信徒の女性エルザ・フォン・ベルケン（Elsa von Bercken）と結婚し、結果的にカトリック教会から無式破門に処せられた。ミュンヘン時代のレーガーは、作曲家としても、また演奏会ピアニストとしてもきわめて積極的に活動している。1905年にはミュンヘン王立音楽院の打診を受けて、ヨーゼフ・ラインベルガーの後任作曲科教授に就任するが、わずか1年後には保守的な同校と意見の食い違いを起こすようになっていた。
1907年に演奏活動でカールスルーエに滞在中に、ライプツィヒ音楽院の教授に選任されるが、その後も演奏活動と創作活動を続け、1908年には教授職を退き、1911年から1914年の始めまでマイニンゲン宮廷楽団の宮廷楽長に就任した。1914年にマイニンゲン宮廷楽団が解散されると、イェーナに転居。その後も精力的な作曲活動と演奏活動を続けている。心筋梗塞のために43歳で急死したが、極度の肥満や暴飲暴食、ニコチン中毒に過労も死因に関わったとされている。
ライプツィヒ時代の門人に、ジョージ・セル、ヨーゼフ・ハース、ヨハンナ・ゼンフターがいる。

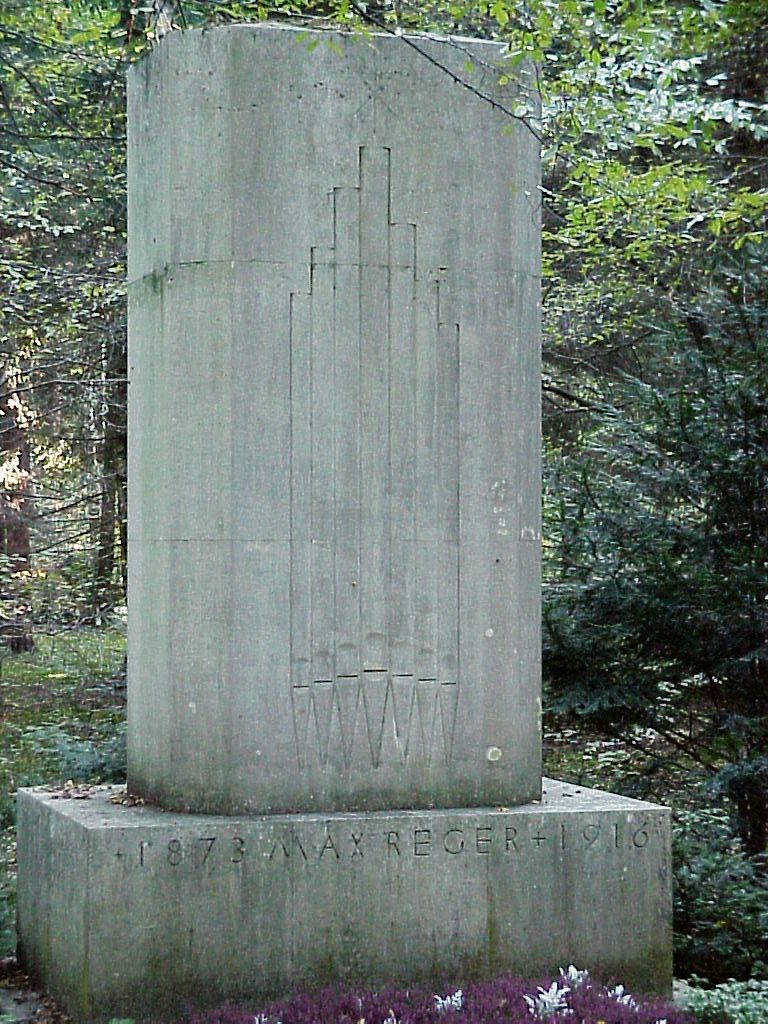
レーガーの墓

レーガーは、豪快な人となりで数々の逸話やアネクドート（笑い話）を残した。一例として、自作をこき下ろした新聞評論の執筆者に、「いま、我が家の一番狭い部屋におります。貴君の評論が目の前にあります。もうじき背後に回るでしょう」と書き送ったという逸話が伝えられている。作品を酷評されると前記（一番狭い部屋事件など）の様に激怒する事が有ったが、約2メートルの身長と100キロを超える体重から「作為的なまでのドイツ伝統」と呼ばれ、また、親友にまで「非常に醜い顔」と酷評された事などに対しては特に反発したという記録は無い。

年代別のマックス・レーガー
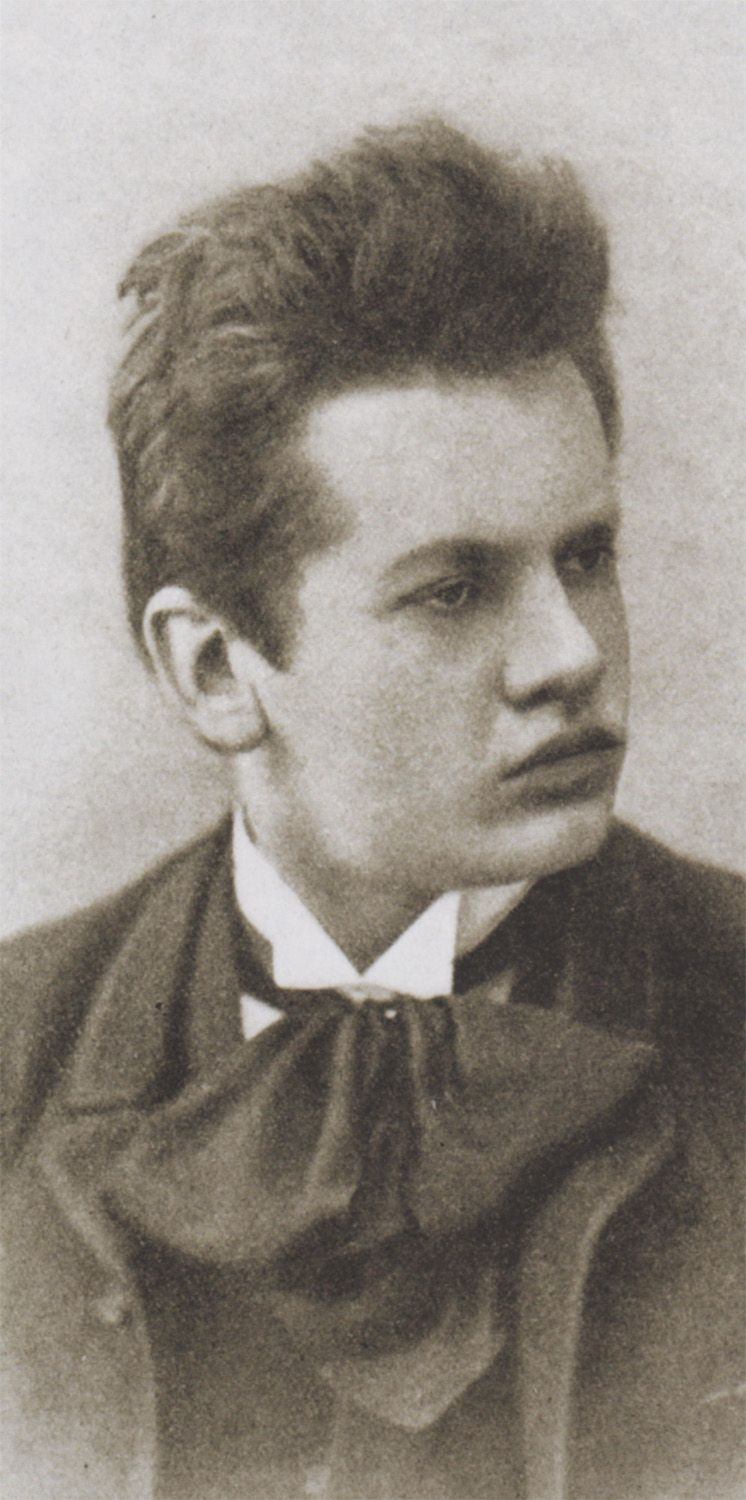
1890年
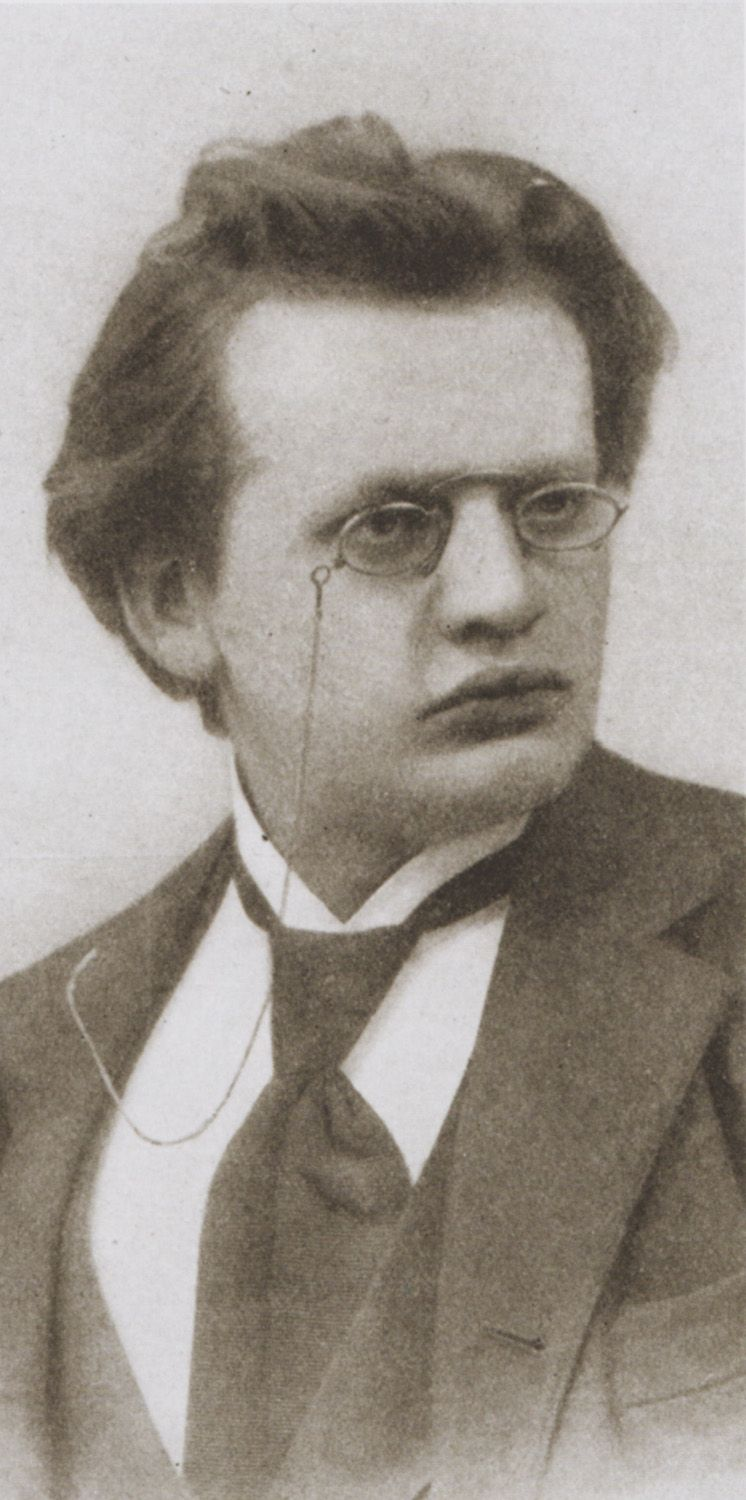
1895年
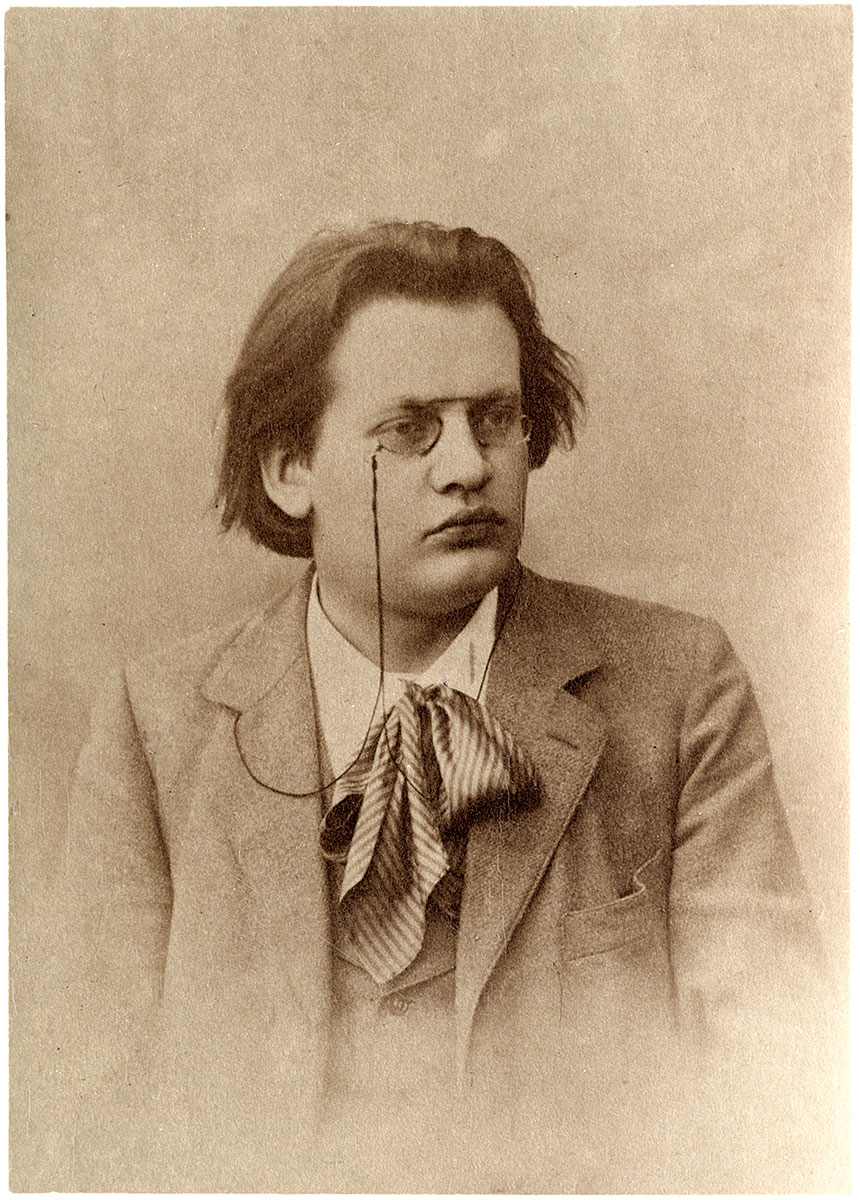
1896年
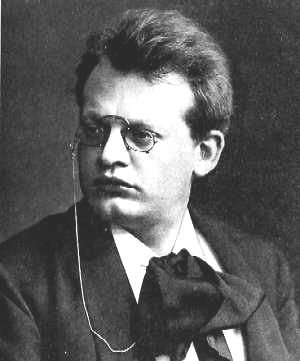
1900年頃
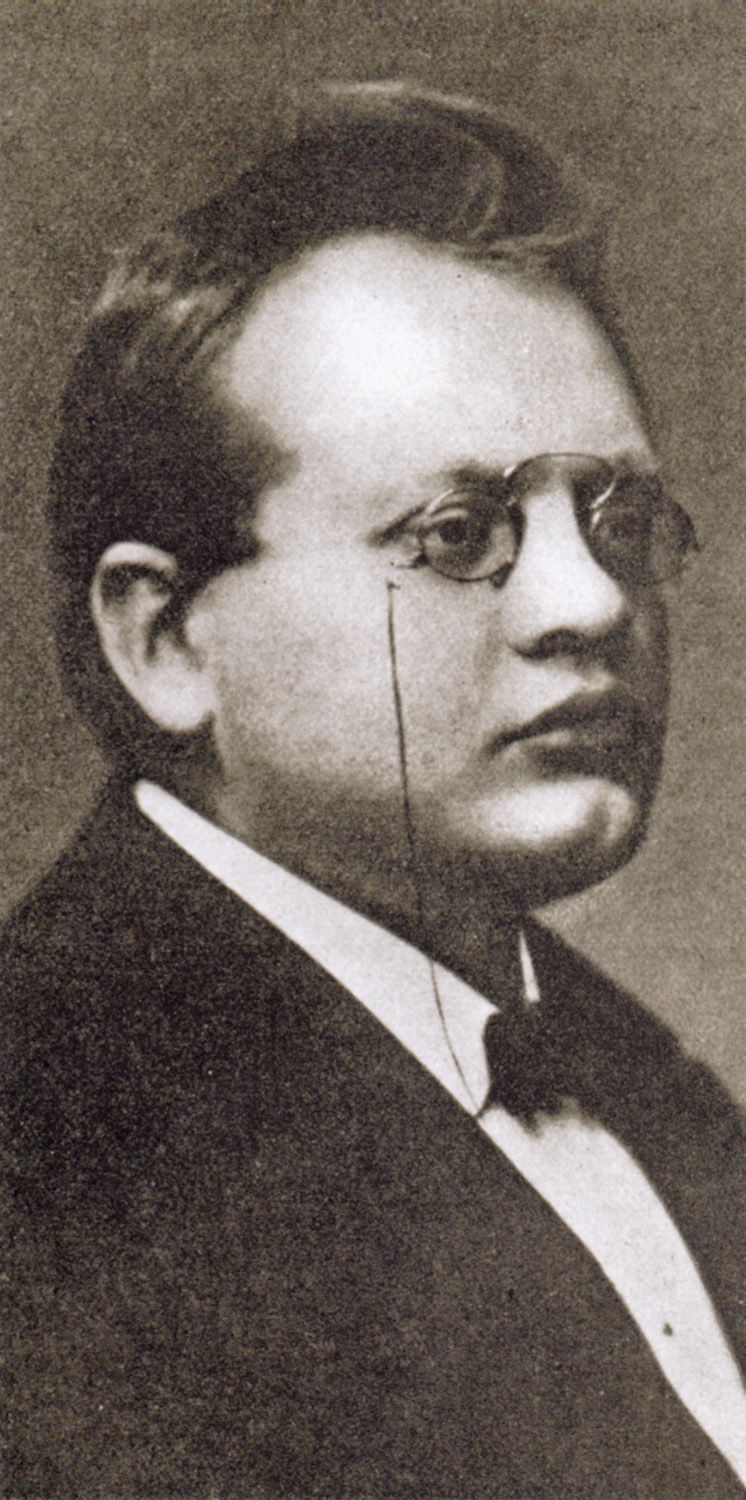
1907年
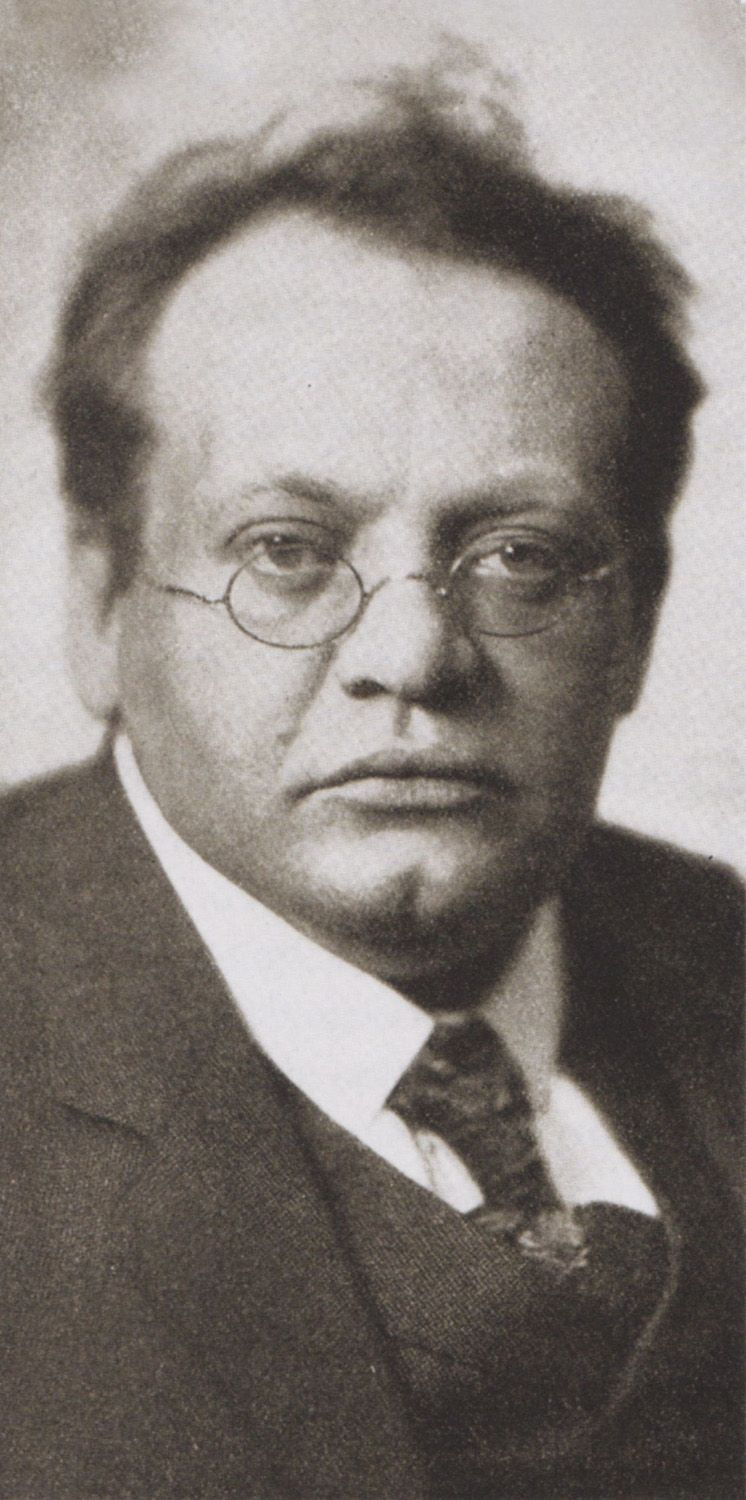
1913年

## 作風

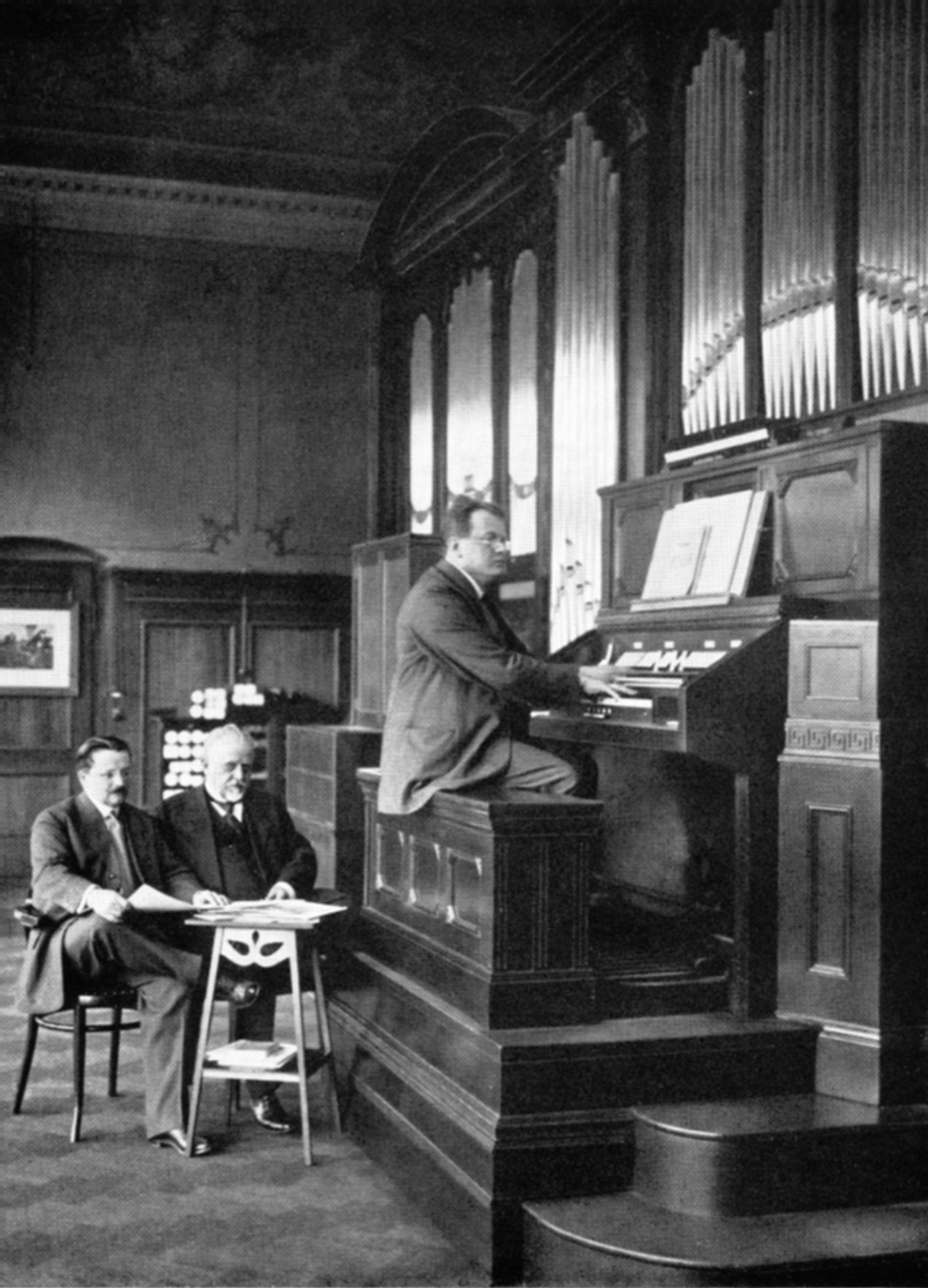
レーガーによるヴェルテ＝ミニョン社製フィルハーモニーオルガンへの録音風景、1913年。

レーガーはとりわけオルガン曲によって名声を得ているが、その作品はオペラと交響曲を除いて全てのジャンルを網羅しており、管弦楽曲、協奏曲、室内楽、リート、合唱曲のいずれにも傾聴に値する作品を残した。フーガや変奏曲形式で作曲されている作品は多く、オルガン曲《B-A-C-Hの主題による幻想曲とフーガ》作品46は、バッハの動機に基づく作品としても名高い。管弦楽のための《モーツァルトの主題による変奏曲とフーガ》作品132も比較的知られている。
レーガーは、自作をベートーヴェンやブラームスの伝統の一部と見なしていたが、その作品は、しばしばこれらの作曲家の古典的な構成を、フランツ・リストやワーグナーの拡張された和声法や、バッハの複雑な対位法に組み合わせたものとなっている。レーガーは、自らを「ドイツ三大B」（バッハ、ベートーヴェン、ブラームス）の正統的な後継者に位置付けることを好んだが、ブルックナーやグリーグ、リヒャルト・シュトラウスへの傾倒を隠そうとはしなかった。また、晦渋な作風という意味で共通点のあるブゾーニとは、互いに親しい間柄であった。
レーガーの好戦的で物議をかもすような側面は、《ヴァイオリンソナタ第4番》作品72に集約されている。調性感の曖昧なこの作品は、新しい音楽を理解しようとしない保守的な聴衆や評論家を嘲るような鋭い調子を帯びており、開始楽章の第1主題は "A-F-F-E"（ドイツ語で Affe は「猿」を意味する）という音列が使われている。
レーガーは、1920年代まではドイツ語圏を中心に、むしろ影響力のある作曲家であった。新ウィーン楽派はレーガーの作品を研究し、初期のシマノフスキやマルトーは、乾いたユーモアの表現や重厚なテクスチュア、拡張された調性においてレーガーを手本としている。ヒンデミットとプロコフィエフも、レーガーの作品に心酔した。プロコフィエフは、1916年にレーガーがウジェーヌ・イザイと共演してペトログラードで開いた演奏会で、上記の作品72をロシア初演した際にその場に居合わせ、この作品に魅了されたということを、後に述懐している。
一方でストラヴィンスキーは、『メロス』誌上において、レーガーの音楽は作曲者その人と同じくらいに無味乾燥だと発言した。レーガーの作品は、演奏・解釈という意味においても、聴衆の理解という意味においても、明らかに人を面喰わせるところがある。とりわけ中期の作品は、かつてないほど調性感が拡張されている（たとえば、オルガン曲《交響的幻想曲とフーガ》作品57や、上記の《ヴァイオリンソナタ》作品72）。
レーガーの変奏曲は、「ドイツ三大B」に並び立つ偉業で、変奏曲の歴史の中でも最も重要な作品に位置し、対位法の分野において半音階的なポリフォニーに関連している。またレーガーは、フーガやその他の対位法のカテゴリーの重要な作曲家として、バッハに並び立つ存在でもあった。
最晩年において、レーガーは明晰さや繊細さの最大限の可能性を好むようになり、楽節や楽句の全体を単純化しようと苦闘した。「大食鯨飲（シュトルム・ウント・トランク）の時代（シュトゥルム・ウント・ドラングの「ドラング（Drang、衝動）」を「トランク（Trank、飲み物＝酒）」に変えた、レーガーの暴飲暴食ぶりを揶揄した言葉）」は過去のものとなり、「自由なイェナ様式（freien Jenai Stil）」と呼ばれる新しい表現様式に向かっている。たとえば、いくつかの管絃楽曲では壮大で抒情美あふれるロマン派音楽に回帰しているが、その反面、有名な《モーツァルトの主題による変奏曲とフーガ》作品132や《クラリネット五重奏曲》作品146は、枯れた筆致と練れた技巧のうちに軽妙洒脱な境地を繰り広げ、きたるべき新古典主義音楽のゆくえを予告している。
恩師フーゴー・リーマンによる破壊的で批判的なレーガー作品評に加えて、レーガーの作品が、マーラー晩年の交響曲やストラヴィンスキーの三大バレエ（とりわけ《春の祭典》）と同時期の「世紀末」（実際には20世紀初頭であるが、文化傾向としての「世紀末」）の音楽であるという事実も相俟って、レーガーの作品は（未だに）これら同時代の音楽の影の存在となっている。だが、カールスルーエにマックス・レーガー研究所が設立され、室内楽曲全集の録音がCDに復刻されるなど、徐々にレーガー復活の機運が見られ、その他の作品が演奏会でも演奏されるようになってきた。
また、レーガーのオリジナル作品だけでなく、編曲も再評価されるようになってきており、なかでもショパンやヨハン・シュトラウスのワルツのピアノ用編曲や、シューベルトやヴォルフのピアノ伴奏歌曲をオーケストラ伴奏用に書き換えたものは、CDへの録音も行われている。いずれの場合も原曲の持ち味を損わずに、新たな声部を書き加えたり、巧みな楽器法の手腕を発揮している。ショパンの編曲では、とぼけた味わいすら醸し出しているとも評されている。
レーガーは多作な作曲家であったが、同時に大作志向も強かった。しかし、大作の完成作はほとんど無い。上記のようにオペラと交響曲は一作も残さず、《シンフォニエッタ》作品90の他は《変奏曲とフーガ》数曲と《ベックリンによる4つの音詩》作品128、《レクイエム》作品144b、《ある悲劇への交響的序章》作品108を残すのみである。しかし、「未完成ラテンレクイエム」は未完成のまま長年放置されていたのが発掘され、録音された際に直ぐに「ドイツ・レコード批評家旬期賞」を受賞しているなど、相当な能力を秘めていたのも確かな様である。フルオーケストラに匹敵する表現力を持つ楽器ということからパイプオルガンの演奏と作曲にも熱心であり、自作自演録音も残している。リードオルガンや、ブラスバンドとパイプオルガンの共演曲なども残しており、楽器の特性を掴んで作曲するというヒンデミットの先行者的な面も見られる。

## 主要作品

### 室内楽
- ヴァイオリンソナタ
  - 第1番 ニ短調 作品1
  - 第2番 ニ長調 作品3
  - 第3番 イ長調 作品41
  - 第4番 ハ長調 作品72 （初演の際に、ルートヴィヒ・トゥイレの《ヴァイオリンソナタ第1番》と併せて演奏され、批評筋からスキャンダルにされた）
  - 第5番 嬰ヘ短調 作品84
  - 第6番 ニ短調 作品103b-1
  - 第7番 イ長調 作品103b-2
  - 第8番 ホ長調 作品122 （1911年、ライプツィヒ初演）
  - 第9番 ハ短調 作品139 （1915年）

- チェロソナタ
  - 第1番 ヘ短調 作品5
  - 第2番 ト短調 作品28
  - 第3番 ヘ長調 作品78
  - 第4番 イ短調 作品116

- フルートとヴァイオリン、ヴィオラのためのセレナード
  - 第1番 ニ長調 作品77a
  - 第2番 ト長調 作品141a

- 弦楽三重奏曲
  - 第1番 イ短調 作品77b
  - 第2番 ニ短調 作品141b

- ピアノ三重奏曲
  - 第1番 ロ短調 作品2 （ヴァイオリン、ヴィオラ、ピアノのための）
  - 第2番 ホ短調 作品102

- 弦楽四重奏曲
  - 番号なしの習作 "第0番" ニ短調（フィナーレでオプションのコントラバスつき）
  - 第1番 ト短調 作品54-1
  - 第2番 イ長調 作品54-2
  - 第3番 ニ短調 作品74
  - 第4番 変ホ長調 作品109
  - 第5番 嬰ヘ短調 作品121

- ピアノ四重奏曲
  - 第1番 ニ短調 作品113
  - 第2番 イ短調 作品133

- ピアノ五重奏曲
  - 第1番 ハ短調（遺作）
  - 第2番 ハ短調 作品64

- クラリネットソナタ
  - 第1番 変イ長調 作品49-1
  - 第2番 嬰ヘ短調 作品49-2
  - 第3番 変ロ長調 作品107

- その他
  - クラリネット五重奏曲 イ長調 作品146
  - 弦楽六重奏曲 ヘ長調 作品118

### 独奏曲
- オルガン曲
  - 「われらが神は堅き砦」によるコラール幻想曲 作品27
  - 3つのコラール幻想曲 作品52
  - オルガンソナタ第1番 嬰ヘ短調 作品33
  - オルガンソナタ第2番 ニ短調 作品60
  - 創作主題による変奏曲とフーガ 嬰ヘ短調 作品73
  - 組曲第2番 ト短調 作品92
  - B-A-C-Hの主題による幻想曲とフーガ 変ロ短調 作品46
  - 序奏、パッサカリアとフーガ ホ短調 作品127
  - 幻想曲とフーガ ニ短調 作品135b

- ピアノ曲 
  - 7つのワルツ 作品11
  - 8つの即興曲 作品18
  - 5つのユモレスク 作品20
  - 6つの小品 作品24
  - 色とりどりの小品 作品36
  - 7つのシルエット 作品53
  - 10のピアノ小品 作品79a
  - バッハの主題による変奏曲とフーガ ロ短調 作品81
  - 6つの前奏曲とフーガ 作品99
  - テレマンの主題による変奏曲とフーガ 変ロ長調 作品134
  - 左手のための4つの特別な練習曲（1901年）

- ヴァイオリン
  - 無伴奏ヴァイオリンソナタ
    - 作品42（全4曲）
    - 作品91（全7曲）

  - 無伴奏ヴァイオリンのための前奏曲、フーガとシャコンヌ 作品117 （全8曲）
  - 無伴奏ヴァイオリンのための前奏曲とフーガ 作品131a （全6曲）

- ヴィオラ
  - 無伴奏ヴィオラ組曲 作品131d （全3曲）

- チェロ
  - 無伴奏チェロ組曲 作品131c （全3曲）

### 管弦楽曲
- 協奏曲
  - ヴァイオリン協奏曲 イ長調  作品101
  - ピアノ協奏曲 ヘ短調  作品114
  - 古風な様式による協奏曲 ヘ長調 作品123（ヴァイオリン）

- 大規模な交響楽
  - ベートーヴェンの主題による変奏曲とフーガ 変ロ長調 作品86 （2台ピアノのための作品からの編曲）
  - シンフォニエッタ イ長調 作品90
  - セレナード ト長調 作品95
  - ヒラーの主題による変奏曲とフーガ ホ長調 作品100
  - ある悲劇への交響的序章 イ短調 作品108
  - ロマンティックな組曲 ホ長調 作品125
  - ベックリンによる4つの音詩 作品128
  - バレエ組曲 ニ長調 作品130
  - モーツァルトの主題による変奏曲とフーガ イ長調 作品132

### 声楽曲
- オーケストラつき合唱曲
  - 詩篇第100番 作品106 （パウル・ヒンデミットによる編曲が流布している）
  - 世捨て人 作品144a
  - レクイエム 作品144b（フリードリヒ・ヘッベルの詩による）

- 合唱曲
  - マリアの子守歌

- 歌曲
  - 素朴な歌 作品76 （全60曲。第5冊：第44〜51曲は「子供の世界から」、第6冊：第52〜60曲は「9つの子供の歌」と題されている。第52曲『マリアの子守歌』が特に有名。後に合唱曲、オーケストラつき合唱曲にも編曲された）
  - 希望に寄せる 作品124
  - 愛の賛歌 作品136
  - その他多数の歌曲

### 編曲作品
- 1台ピアノ4手連弾のための編曲
  - バッハ：管弦楽組曲
  - バッハ：ブランデンブルク協奏曲
  - バッハ：オルガン作品
- 2台ピアノのための編曲
  - ワーグナー：歌劇・楽劇からの抜粋（全6曲）
    - 歌劇「タンホイザー」序曲[6]
    - 楽劇「トリスタンとイゾルデ」第1幕への前奏曲・イゾルデの愛の死[6]
    - 楽劇「ニュルンベルクのマイスタージンガー」第1幕への前奏曲[6]
    - 楽劇「ワルキューレ」ヴォータンの告別・魔の炎の音楽[6]
- ピアノ独奏のための編曲
  - バッハ：オルガン作品
  - ブラームス：歌曲（全28曲）、4つの厳粛な歌
  - R.シュトラウス：歌曲（全12曲）
  - ヴォルフ：メーリケ歌曲集
  - 5つの特別練習曲（原曲：ショパン）
  - 『美しく青きドナウ』による即興（原曲：J.シュトラウスII世）

## その他
小惑星(4347) Regerはレーガーの名前にちなんで命名された。

### 注釈

1991年発行の記念切手